# Eberhard-Ludwigs-Gymnasium Stuttgart

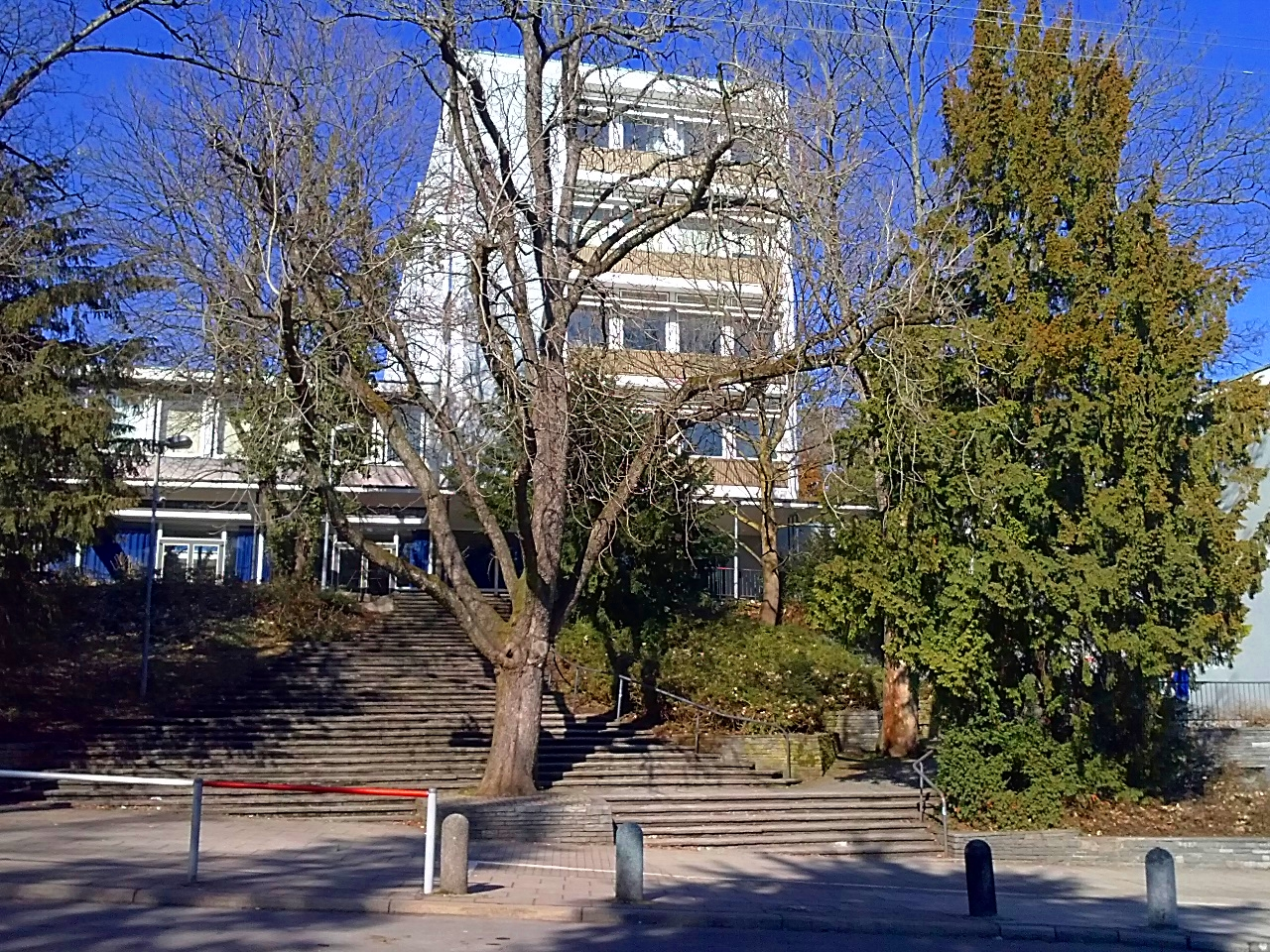
Sicht auf die Haupttreppe des Schulgebäudes im Herdweg

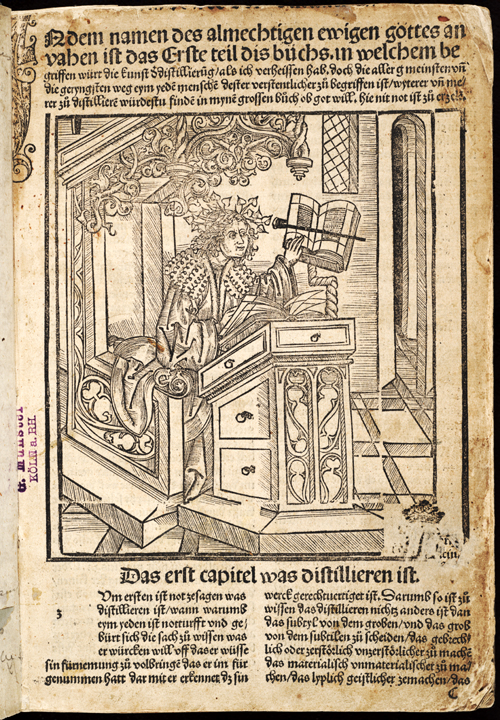
Professor im Lehrstuhl bei der Vorlesung, Holzschnitt im Kleinen Destillierbuch von Hieronymus Brunschwig aus dem Jahr 1500

Das Eberhard-Ludwigs-Gymnasium (kurz: „Ebelu“) ist ein Gymnasium in Stuttgart. Es geht zurück auf das 1686 gegründete Gymnasium illustre.

## Profil

### Humanistisches Gymnasium
Das Eberhard-Ludwigs-Gymnasium wurde als humanistisches Gymnasium gegründet, Latein ist heute noch von der 5. bis zur 10. Klasse Pflichtfach. 1969 wurde Musik als Profilfach eingeführt, heute gibt es in der 5. Klasse drei Schulstunden, in der 6. Klasse zwei Schulstunden und in der 7. Klasse vier Schulstunden Musikunterricht in der Woche. Dann wird zwischen Musik, Altgriechisch und Französisch als 5. Hauptfach gewählt.

### Musikgymnasium
Seit 2013 gibt es am „Ebelu“, zusätzlich zum Sprach- und dem regulären Musikzug, einen Musikhochbegabtenzug. In diesem wird Schülern, die eine musikalische Begabung haben, Unterricht in musikbezogenen Fächern angeboten, sodass diese die allgemeine Hochschulreife erwerben können. Das Projekt ist eine Kooperation mit der Hochschule für Musik und Darstellende Kunst Stuttgart und der Stuttgarter Musikschule (im Kulturzentrum Treffpunkt Rotebühlplatz). Für das Musikgymnasium muss eine individuelle Aufnahmeprüfung bestanden werden.

## Geschichte

### Vorgeschichte
Das Eberhard-Ludwigs-Gymnasium hat seine Wurzeln in der schon im 14. Jahrhundert bezeugten Lateinschule Stuttgarts, die ihre Schüler auf einen geistlichen Beruf oder ein späteres Studium an einer Universität vorbereitete. Ihr Standort war beim kleinen Törlein in der Schulgasse 14. Seit 1452 übte die Stadt Stuttgart die Patronatsrechte über die Schule aus. Der Schulmeister musste seinen Amtseid aber dem Grafen Ulrich V. schwören.
Unter dem Rektor Alexander Märklin hielt ab 1525 der humanistische Geist in der Schule Einzug. Es wurde nun neben dem klassischen Latein auch Griechisch und Hebräisch unterrichtet.
1535 wurde das Schulgebäude von Herzog Ulrich in das Beginenhaus in der Turnieracker-Vorstadt, heute Gymnasiumstraße, verlegt und der Schulbetrieb weiter ausgebaut. Der Pädagogarch war von nun an auch für die Schulaufsicht der übrigen Lateinschulen in Württemberg unter der Staig verantwortlich.
Bereits 1558 wurde die vier Klassen führende Schule um eine fünfte Klasse erweitert. Die Schule erfüllte die Ansprüche eines Pädagogiums. Sie wurde 1559 in der Großen Kirchenordnung als Musteranstalt des Herzogtums bestätigt, der Pädagogarch behielt die Visitationspflicht und die Schulaufsicht. Von nun an fanden hier die Landexamina für den Eintritt in die Klosterschulen des Landes statt.

### Gründung des Gymnasium illustre

Schulgebäude des „Gymnasium Illustre“ ab 1686

Nach dem Niedergang des Pädagogiums während des Dreißigjährigen Krieges entfalteten sich um 1660 Bestrebungen, die darniederliegende Schule wieder aufzurichten und sie als universitätsvorbereitende Anstalt nicht nur für Theologen, sondern auch für andere Fakultäten – Juristen, Mediziner, Philologen etc. – zu öffnen. Mit diesem Ziel wurde im Jahr 1686 das Gymnasium illustre gegründet, eine höhere Lehranstalt mit sieben Klassen, die in einem neuen Gebäude, neben dem des alten Pädagogiums, eingerichtet wurde. Die unteren fünf Klassen führten weiterhin den Namen Pädagogium, lediglich die oberen zwei Jahrgänge, in denen der Unterricht fast ausschließlich durch Vorlesungen von Professoren gestaltet wurde, galten als gymnasiale Unterrichtsklassen. Der Fächerkanon wurde um Naturwissenschaften, Geschichte und die französische Sprache erweitert.

### 18. und 19. Jahrhundert

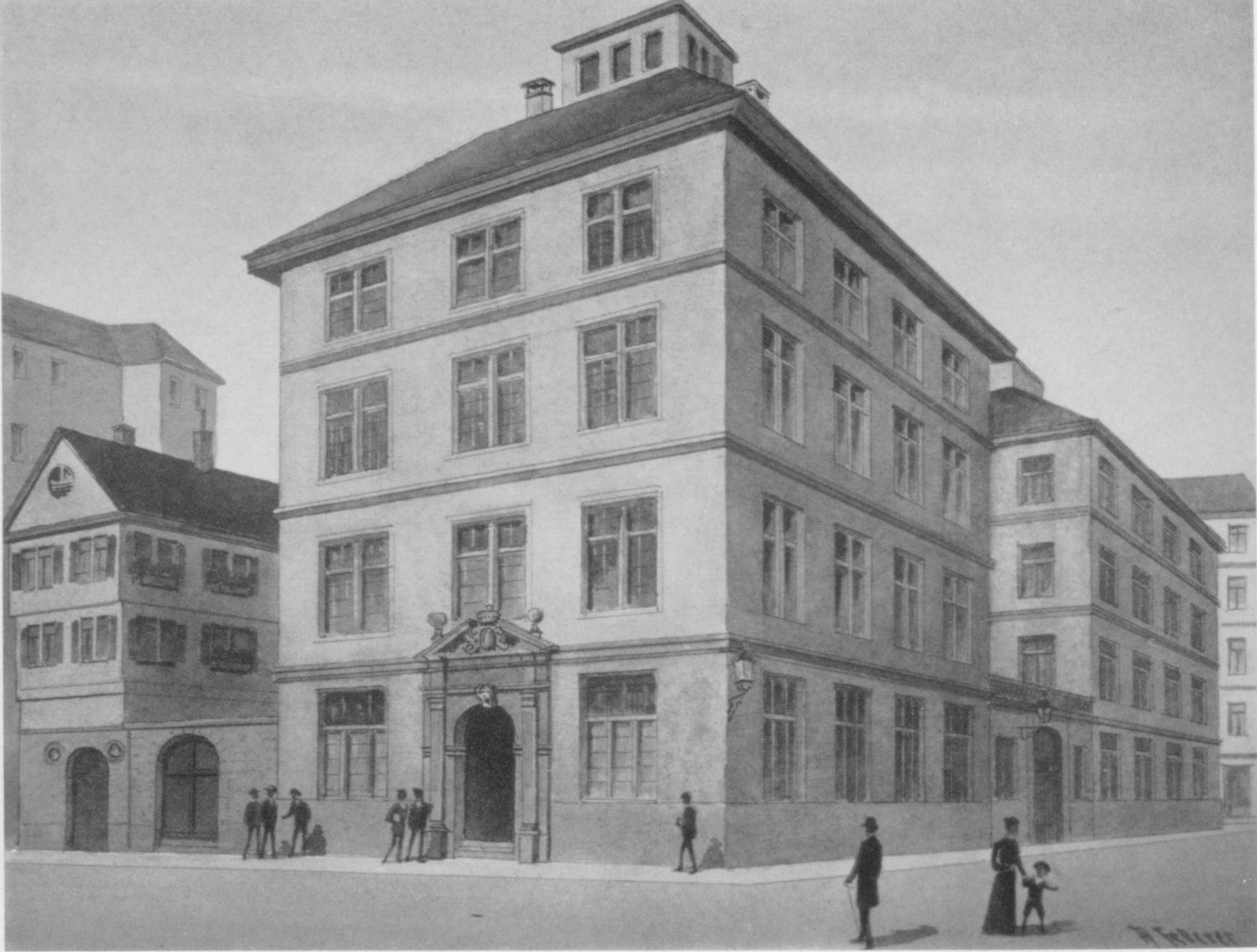
Umgebautes und erweitertes Schulgebäude Ecke Kronprinz- und Gymnasiumstraße, ab 1840

Im 18. Jahrhundert setzte sich allmählich der Gebrauch der Muttersprache im Anfangsunterricht durch. Nach der Schließung der Hohen Karlsschule 1794 gingen die rationalistisch gefärbten Grundströmungen mit den Lehrern auch an das Gymnasium illustre über. 1818 wurde dieser „reale“ Zug mit der Friedrich-Eugens-Realschule abgespalten und gleichzeitig die Organisation des Gymnasiums gründlich reformiert: Das Eintrittsalter wurde auf 8 Jahre angehoben, die Klassen auf zehn (3 untere, 3 mittlere, 4 obere Klassen) aufgestockt.
Nach dem Abriss des Gebäudes des Pädagogiums 1838 entstand ein Neubau an gleicher Stelle. 1867 wurde eine reformierte realistische Abteilung unter Dillmann angegliedert, die 1871 selbständig wurde.
Wegen der enormen Schülerzahl (allein 1879 waren es 1050 Schüler) wurde unter König Karl 1881 ein zweites humanistisches Gymnasium in Stuttgart gegründet, das Karls-Gymnasium. Dieses übernahm 18 Klassen der 39 Klassen des überfüllten Gymnasiums. Zur Unterscheidung wurde das Gymnasium illustre nach dem bei der Grundsteinlegung 1685/86 offiziell regierenden, aber noch unmündigen Herzog Eberhard Ludwig benannt.
1898 publizierte der am Eberhard-Ludwigs-Gymnasium wirkende Turnlehrer Karl Planck im Kohlhammer Verlag eine Streitschrift gegen das neumodische Fußballspielen mit dem Titel Fusslümmelei: Über Stauchballspiel und englische Krankheit. Er argumentierte, dass die „Anglomanie“ und das „Nachäffen“ rauer, fremder Spielsitten der Deutschen nicht würdig sei.

### 20. und 21. Jahrhundert

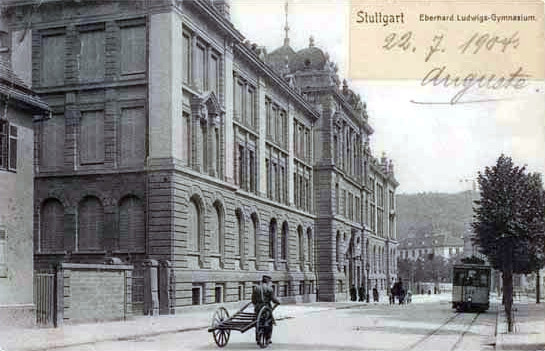
Drittes Schulgebäude in der Holzgartenstraße, ab 1903

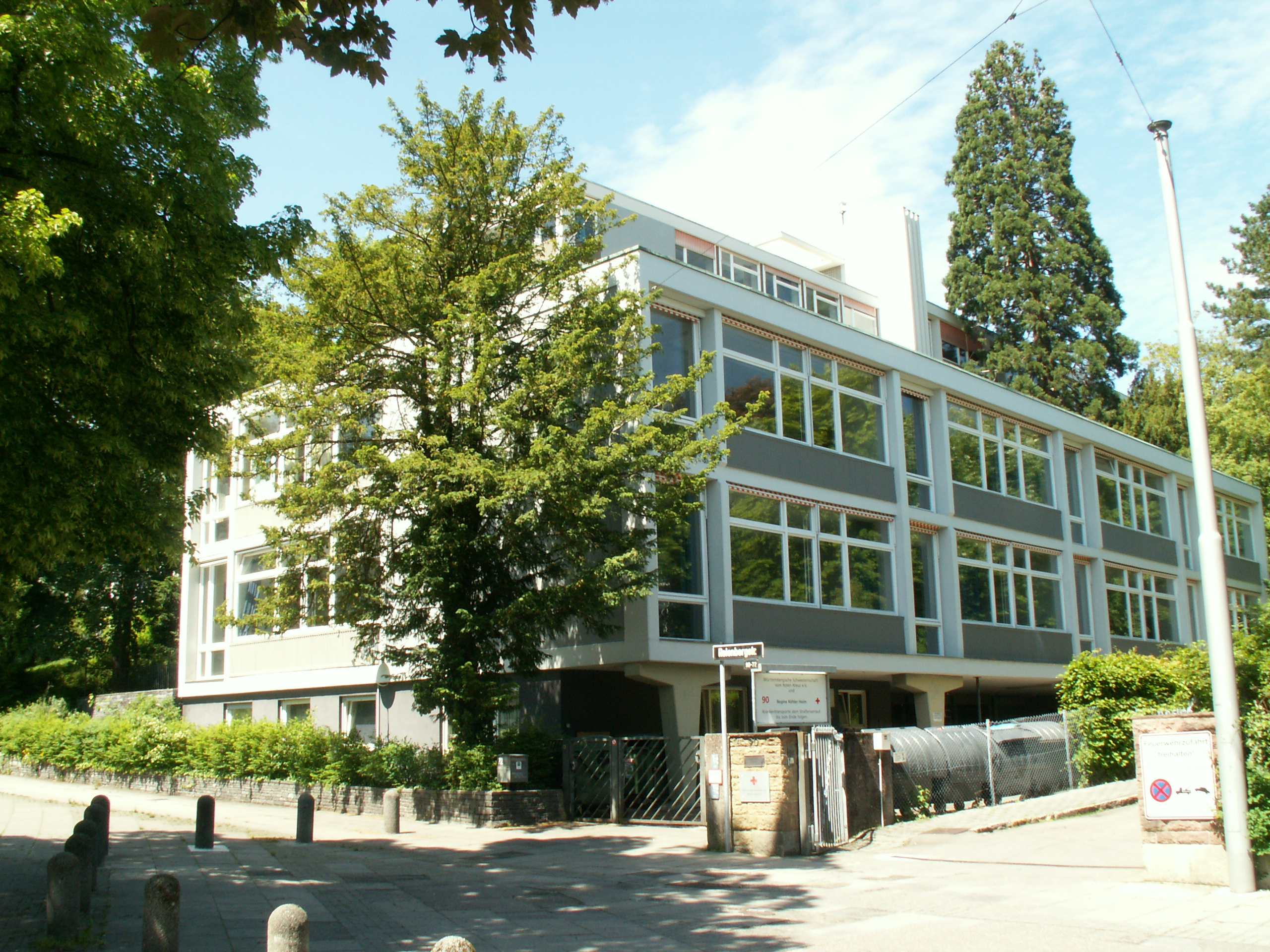
Schulgebäude im Herdweg

Da das Gebäude im Grunde immer noch das alte von 1686 war, entsprach es weder architektonisch noch räumlich noch technisch den Anforderungen der modernen Welt. 1903 entstand deshalb ein repräsentativer Neubau in der Holzgartenstraße.
In der Nacht vom 12. auf den 13. September 1944 wurde das Gebäude in der Holzgartenstraße durch einen Bombenangriff zerstört. Teile der Schule wurden bis Kriegsende nach Biberach ausgelagert. Der Unterricht begann wieder im Oktober 1945, zunächst im Gebäude des Schickardt-Gymnasiums, später im Gebäude des Zeppelin-Gymnasiums. Am 6. April 1957 konnte der Neubau am Herdweg, auf dem Gelände der ehemaligen Villa des Grafen von Zeppelin, eingeweiht werden. Das neue Gebäude entstand unter der Leitung des Architekten Hans Bregler, einem ehemaligen Schüler des Abiturjahrgangs 1941. Dieses Gebäude wurde wegen seiner preisgekrönten Architektur (Paul-Bonatz-Preis, 1959) unter Denkmalschutz gestellt.
Im Schuljahr 2013/14 wurde mit der Einführung eines zusätzlichen Zugs für musikhochbegabte Schüler begonnen. Aufgrund des Zuwachses um rund 120 Schüler wird das Schulgebäude seit 2019 erweitert und umgebaut. Zu den Erweiterungsarbeiten gehört eine Vergrößerung der existierenden Schulfläche von 3.100 m² auf 4.500 m². Im Zuge der Erweiterung wird neben zahlreichen anderen Renovierungsmaßnahmen ein komplett neuer Gebäudeflügel für die Naturwissenschaften, ein Veranstaltungs- und Konzertsaal, eine Schulbibliothek und Turnhalle, Proberäume und eine größere Mensa realisiert. Auch die Außenanlagen werden grundlegend erneuert. Das Projekt wurde 2013 vom Stuttgarter Gemeinderat abgesegnet, insgesamt soll der Umbau 67 Millionen Euro kosten.
Seit 2015 sind Teile des Gymnasiums in einem Modulbau im Herdweg nahe der Außenstelle des Hölderlin-Gymnasiums untergebracht. Das Abendgymnasium Stuttgart, das von 1957 bis November 2014 die Räumlichkeiten nachmittags und an Wochenenden belegte, zog in die Alexander-Fleming-Schule am Nordbahnhof um, die im Jahr zuvor als Berufsschule neu gegründet wurde. Im Sommer 2019 zog das Ebelu in ein Interimsgebäude in die Ludwigstraße, damit Sanierungs- und Erweiterungsarbeiten am Schulgebäude im Herdweg erfolgen können.

## Schulleiter
- Karl Ludwig Roth (1850–1858)
- Theodor Oesterlen (–1900)[10]
- Lorenz Wilhelm Straub (1900–1912)
- Herrmann Binder (1920–1944)
- Paul Würthle (1944–1945)
- Rudolf Griesinger (1947–1950)
- Walther Sontheimer (1950–1957)
- Walter Haussmann (1958–1973)
- Frank Weidauer (1973–1989)
- Peter Mommsen (1990–2002)
- Ulrich Kernen (2002–2010)
- Karin Winkler (2010–2019)
- Burkard Miller (2019–2020)
- Mario Zecher (2020–)

## Bekannte Schüler
Zu den bekanntesten ehemaligen Schülern zählen der Philosoph Georg Wilhelm Friedrich Hegel, der Theologe und Schriftsteller Gustav Schwab, der Dichter und Pfarrer Eduard Mörike, der Widerstandskämpfer Claus Schenk Graf von Stauffenberg und der Humorist Loriot. Hier eine Liste weiterer bekannter Schüler:
| Name                                           | geboren | gestorben | Tätigkeit                                                                       |
| ---------------------------------------------- | ------- | --------- | ------------------------------------------------------------------------------- |
| Balthasar Haug                                 | 1731    | 1792      | Geisteswissenschaftler und Autor                                                |
| Reinhard Fischer                               | 1746    | 1813      | Architekt und Hochschullehrer                                                   |
| Karl Christoph Hofacker                        | 1749    | 1793      | Rechtswissenschaftler und Hochschullehrer                                       |
| Julius Friedrich von Malblanc                  | 1752    | 1828      | Rechtswissenschaftler und Hochschullehrer                                       |
| Christian Gottfried Elben                      | 1754    | 1829      | Journalist, Schriftleiter                                                       |
| Christian Heinrich von Günzler                 | 1758    | 1842      | Verwaltungsjurist                                                               |
| Gotthold Stäudlin                              | 1758    | 1796      | Dichter                                                                         |
| Heinrich Immanuel Klüpfel                      | 1758    | 1823      | Politiker und Jurist, Bürgermeister von Stuttgart                               |
| Andreas Heinrich Schott                        | 1758    | 1831      | Philosoph, Bibliothekar und Hochschullehrer                                     |
| Victor Heinrich Riecke                         | 1759    | 1830      | evangelischer Pfarrer und Schulmann                                             |
| Johann Friedrich Cotta                         | 1764    | 1832      | Verleger und Politiker                                                          |
| Christian Ludwig Neuffer                       | 1769    | 1839      | Dichter und Theologe                                                            |
| Gottlob Friedrich Haug                         | 1769    | 1850      | Professor für Mathematik und Mechanik am Polytechnikum Stuttgart                |
| Georg Wilhelm Friedrich Hegel                  | 1770    | 1831      | Philosoph                                                                       |
| Karl Christian Klein                           | 1772    | 1825      | Arzt, Chirurg und Fachautor                                                     |
| Johann Heinrich Ferdinand Autenrieth           | 1772    | 1835      | Mediziner                                                                       |
| Johann Heinrich Burckhard                      | 1676    | 1738      | Arzt, Botaniker und Numismatiker                                                |
| Gottlob Friedrich Steinkopf                    | 1779    | 1861      | Landschaftsmaler                                                                |
| Karl Heinrich von Schwab                       | 1781    | 1847      | Justizminister von Württemberg                                                  |
| Gottlieb Friedrich Jäger                       | 1783    | 1843      | evangelischer Geistlicher, Theologe und Hochschullehrer                         |
| Karl Mayer                                     | 1786    | 1870      | Dichter                                                                         |
| Leopold Sokrates von Riecke                    | 1790    | 1876      | Mediziner                                                                       |
| Gustav Schwab                                  | 1792    | 1850      | Theologe und Schriftsteller                                                     |
| August Mayer                                   | 1792    | 1812      | Dichter                                                                         |
| Ludwig Friedrich Heyd                          | 1792    | 1842      | Historiker und Theologe                                                         |
| Carl Friedrich Haug                            | 1795    | 1869      | Theologe und Historiker                                                         |
| Karl Marcell Heigelin                          | 1798    | 1833      | Architekt und Architekturtheoretiker                                            |
| Robert Mohl                                    | 1799    | 1875      | Staatswissenschaftler                                                           |
| Carl Christian Knaus                           | 1801    | 1844      | Kameralist und Agrarwissenschaftler                                             |
| Karl Theodor Friedrich Freiherr von Linden     | 1801    | 1870      | Verwaltungsbeamter und Adliger                                                  |
| Georg Friedrich Heinrich Rheinwald             | 1802    | 1849      | Theologe und Kirchenhistoriker                                                  |
| Ludwig Amandus Bauer                           | 1803    | 1846      | Historiker und Dichter                                                          |
| Eduard Mörike                                  | 1804    | 1875      | Dichter und Pfarrer                                                             |
| Joseph Franz Peter Freiherr von Linden         | 1804    | 1895      | Jurist und Politiker                                                            |
| Wilhelm Waiblinger                             | 1804    | 1830      | Dichter                                                                         |
| Johann Christoph Blumhardt                     | 1805    | 1880      | Theologe                                                                        |
| Wilhelm Hofacker                               | 1805    | 1848      | pietistischer Geistlicher                                                       |
| Wilhelm von Taubenheim                         | 1805    | 1894      | königlicher Stallmeister und Kammerherr                                         |
| Carl Heinrich Ludwig Hoffmann                  | 1807    | 1881      | Professor für Finanz- und Polizeirecht                                          |
| Wilhelm Zimmermann                             | 1807    | 1878      | Theologe und Politiker                                                          |
| August Hermann Werner                          | 1808    | 1882      | Arzt                                                                            |
| Eduard Emil Koch                               | 1809    | 1871      | Pfarrer und Hymnologe                                                           |
| Gustav Werner                                  | 1809    | 1887      | Pfarrer                                                                         |
| Jakob Friedrich Reiff                          | 1810    | 1879      | Philosoph                                                                       |
| Berthold Auerbach                              | 1812    | 1882      | Schriftsteller                                                                  |
| Karl von Gerok                                 | 1815    | 1890      | Theologe und Lyriker                                                            |
| Georg Herwegh                                  | 1817    | 1875      | Dichter                                                                         |
| Hermann von Nördlinger                         | 1818    | 1897      | Forstwissenschaftler                                                            |
| Otto Köstlin                                   | 1818    | 1884      | Mediziner und Gymnasialprofessor für Naturwissenschaften                        |
| Sigmund Schott                                 | 1818    | 1895      | Jurist, Schriftsteller und Politiker                                            |
| Wilhelm Ganzhorn                               | 1818    | 1880      | Jurist, Gerichtsaktuar und Oberamtsrichter                                      |
| Albrecht Erhardt                               | 1819    | 1897      | Eisenhütteningenieur                                                            |
| Wilhelm Siegmund Teuffel                       | 1820    | 1878      | Klassischer Philologe                                                           |
| Julius Zech                                    | 1821    | 1864      | Astronom und Mathematiker                                                       |
| Eduard von Faber                               | 1822    | 1907      | Justizminister und Mitglied des Geheimen Rats                                   |
| Heinrich von Sick                              | 1822    | 1881      | Stadtschultheiß von Stuttgart, Innenminister des Königreichs Württemberg        |
| Reinhold Köhler                                | 1825    | 1873      | Mediziner und Hochschullehrer                                                   |
| Karl von Riecke                                | 1830    | 1898      | Finanzminister des Königreichs Württemberg                                      |
| Karl Rudolf Seyerlen                           | 1831    | 1906      | evangelischer Theologe                                                          |
| Hermann Tafel                                  | 1833    | 1909      | Jurist und Politiker                                                            |
| Theophil Friedrich von Hack                    | 1843    | 1911      | Stadtschultheiß von Stuttgart                                                   |
| Carl Benjamin Klunzinger                       | 1834    | 1914      | Tropenarzt und Zoologe                                                          |
| Wilhelm Hertz                                  | 1835    | 1902      | Dichter und Germanist                                                           |
| Karl Hermann Klaiber                           | 1835    | 1896      | Pfarrer und Heimatforscher                                                      |
| Adolf von Kröner                               | 1836    | 1911      | Verleger                                                                        |
| Julius Euting                                  | 1839    | 1913      | Orientalist                                                                     |
| Christoph Blumhardt                            | 1842    | 1919      | Politiker und Theologe                                                          |
| Johann von Pischek                             | 1843    | 1916      | Jurist und Innenminister                                                        |
| Friedrich von Schmidlin                        | 1847    | 1932      | Beamter und Justizminister Württembergs                                         |
| Ernst von Sieglin                              | 1848    | 1927      | Unternehmer                                                                     |
| Karl von Fleischhauer                          | 1852    | 1921      | Jurist und Innenminister Württembergs                                           |
| Eugen von Schneider                            | 1854    | 1937      | Archivar und Landeshistoriker                                                   |
| Wilhelm Sieglin                                | 1855    | 1935      | Professor für Historische Geographie                                            |
| Conrad Haußmann                                | 1857    | 1922      | Politiker                                                                       |
| Friedrich Haußmann                             | 1857    | 1907      | Jurist und Politiker                                                            |
| Victor Herbert                                 | 1859    | 1924      | Komponist von Operetten in den Vereinigten Staaten                              |
| Max von Mülberger                              | 1859    | 1937      | Politiker                                                                       |
| Ulrich Hoefer                                  | 1861    | 1932      | Klassischer Philologe und Gymnasiallehrer                                       |
| Alexander Beutter                              | 1862    | 1952      | Pfarrer und Gesangslehrer                                                       |
| Leontine Hagmaier                              | 1862    | 1931      | Lehrerin und erste Abiturientin Baden-Württembergs                              |
| Otto Reiniger                                  | 1863    | 1909      | Landschaftsmaler                                                                |
| Rudolf Ganßer                                  | 1866    | 1904      | württembergischer Offizier                                                      |
| Simon Hayum                                    | 1867    | 1948      | Rechtsanwalt und Gemeinderat                                                    |
| Max von Gemmingen                              | 1868    | 1949      | württembergischer Offizier                                                      |
| Otto Bockshammer                               | 1868    | 1957      | württembergischer Verwaltungsjurist und Oberamtmann                             |
| Hans Spemann                                   | 1869    | 1941      | Biologe und Nobelpreisträger                                                    |
| Hans Wolfgang Capler von Oedheim genannt Bautz | 1870    | 1917      | württembergischer Offizier und Flügeladjutant                                   |
| Robert Zahn                                    | 1870    | 1945      | Klassischer Archäologe und Direktor                                             |
| Eugen Hähnle                                   | 1873    | 1936      | Jurist und Mitglied des Deutschen Reichstags                                    |
| Konstantin Freiherr von Neurath                | 1873    | 1956      | Politiker und Außenminister des Deutschen Reiches                               |
| Richard Wilhelm                                | 1873    | 1930      | Sinologe                                                                        |
| Emil Gansser                                   | 1874    | 1941      | Sprengstoffchemiker und Politiker                                               |
| Reinhard Köstlin                               | 1875    | 1957      | Jurist, Verwaltungsbeamter und Präsident im württembergischen Staatsministerium |
| Theodor Rümelin                                | 1877    | 1920      | Ingenieur                                                                       |
| Rudolf Graf von Bassewitz                      | 1881    | 1951      | Diplomat                                                                        |
| Alfred Druckenmüller                           | 1882    | 1967      | Verleger                                                                        |
| Alfred Lotze                                   | 1882    | 1964      | Mathematiker                                                                    |
| Hans Hartmann von Ow-Wachendorf                | 1882    | 1966      | Jurist, Diplomat und Majoratsherr                                               |
| Walter Wundt                                   | 1883    | 1967      | Lehrer, Geograph und Hydrologe                                                  |
| Hans Göz                                       | 1884    | 1961      | Politiker und Jurist                                                            |
| Otto Hirsch                                    | 1885    | 1941      | Jurist und Politiker                                                            |
| Viktor von Weizsäcker                          | 1886    | 1957      | Mediziner                                                                       |
| Adolf Spemann                                  | 1886    | 1964      | Verleger                                                                        |
| Bruno Frank                                    | 1887    | 1945      | Schriftsteller                                                                  |
| Karl Ströle                                    | 1887    | 1981      | Ministerialbeamter                                                              |
| Karl Hähnle                                    | 1888    | 1918      | Archäologe                                                                      |
| Richard Schmidt                                | 1889    | 1973      | Kunsthistoriker und Denkmalpfleger                                              |
| Karl Steger                                    | 1889    | 1954      | Pfarrer und Nationalsozialist                                                   |
| Paul Gehring                                   | 1890    | 1970      | Bibliothekar und Wirtschaftshistoriker                                          |
| Walther Kirn                                   | 1891    | 1944      | NSDAP-Kreisleiter von Donaueschingen und Rappoltsweiler                         |
| Alfred Knoerzer                                | 1892    | 1978      | Offizier und Kaufmann                                                           |
| Kurt Huber                                     | 1893    | 1943      | Musikwissenschaftler, Psychologe und Mitglied der Weißen Rose                   |
| Rüdiger Schleicher                             | 1895    | 1945      | Widerstandskämpfer                                                              |
| Fritz Donner                                   | 1896    | 1979      | Mediziner                                                                       |
| Paul Schlack                                   | 1897    | 1987      | Chemiker                                                                        |
| Hans Seel                                      | 1898    | 1961      | Pharmakologe, Toxikologe und Hochschullehrer                                    |
| Kurt-Fritz von Graevenitz                      | 1898    | 1987      | Diplomat                                                                        |
| Karl Georg Pfleiderer                          | 1899    | 1957      | Politiker und Diplomat                                                          |
| Hellmuth Reinhardt                             | 1900    | 1989      | Offizier                                                                        |
| Paul Schempp                                   | 1900    | 1959      | Theologe                                                                        |
| Werner Krauss                                  | 1900    | 1976      | Romanist                                                                        |
| Lothar Frank                                   | 1900    | 1985      | Volkswirtschaftler, Bankier, Unternehmer                                        |
| Fred Uhlman                                    | 1901    | 1985      | Jurist und Künstler                                                             |
| Kurt Herbert Halbach                           | 1902    | 1978      | Germanist                                                                       |
| Fritz Bauer                                    | 1903    | 1968      | Jurist                                                                          |
| Werner Fleischhauer                            | 1903    | 1997      | Kunsthistoriker und Direktor                                                    |
| Erich Eichele                                  | 1904    | 1985      | Theologe und Landesbischof                                                      |
| Hans Klumbach                                  | 1904    | 1992      | Archäologe                                                                      |
| Ludwig Raiser                                  | 1904    | 1980      | Professor für Bürgerliches, Handels- und Wirtschaftsrecht                       |
| Theodor Pfizer                                 | 1904    | 1992      | Politiker und Oberbürgermeister                                                 |
| Alexander Schenk Graf von Stauffenberg         | 1905    | 1964      | Althistoriker                                                                   |
| Bernhard Müller                                | 1905    | 2001      | Politiker und Chemieunternehmer                                                 |
| Berthold Schenk Graf von Stauffenberg          | 1905    | 1944      | Jurist und Widerstandskämpfer                                                   |
| Julius Speer                                   | 1905    | 1984      | Forstwissenschaftler                                                            |
| Karl Schefold                                  | 1905    | 1999      | Archäologe                                                                      |
| Eugen Gerstenmaier                             | 1906    | 1986      | Theologe und Bundestagspräsident sowie Mitglied des Kreisauer Kreises           |
| Hans-Ulrich von Marchtaler                     | 1906    | 1977      | Diplomat                                                                        |
| Oskar Klumpp                                   | 1906    | 1973      | Jurist und Kommunalpolitiker                                                    |
| Klaus Mehnert                                  | 1906    | 1984      | Journalist, Publizist und Hochschullehrer                                       |
| Siegfried Melchinger                           | 1906    | 1988      | Theaterkritiker                                                                 |
| Marc-André Socuhay                             | 1906    | 1991      | Komponist                                                                       |
| Claus Schenk Graf von Stauffenberg             | 1907    | 1944      | Offizier und Widerstandskämpfer                                                 |
| Wilhelm Schippert                              | 1907    | 1980      | deutscher Landrat                                                               |
| Hermann Gundert                                | 1909    | 1974      | Philologe                                                                       |
| Frank Mehnert                                  | 1909    | 1943      | Bildhauer und Mitglied des George-Kreises                                       |
| Curt Meyer-Clason                              | 1910    | 2012      | Übersetzer und Herausgeber                                                      |
| Fritz Baur                                     | 1911    | 1992      | Jurist und Professor                                                            |
| Josef Rieck                                    | 1911    | 1970      | Buchhändler und Aktiver im Widerstand gegen die Nationalsozialisten             |
| Herbert Liedecke                               | 1912    | 1998      | Musiker und Hochschullehrer                                                     |
| Harald Diem                                    | 1913    | 1941      | evangelischer Theologe                                                          |
| Karl Friedrich Stroheker                       | 1914    | 1988      | Althistoriker                                                                   |
| Hansmartin Decker-Hauff                        | 1917    | 1992      | Historiker und Genealoge                                                        |
| Manfred Stohrer                                | 1918    | 1976      | Pfarrer                                                                         |
| Bernhard Zeller                                | 1919    | 2008      | Literaturhistoriker                                                             |
| Ekkehard Kallee                                | 1922    | 2012      | Universitätsprofessor und Nuklearmediziner                                      |
| Karl Dietrich Bracher                          | 1922    | 2016      | Politikwissenschaftler und Historiker                                           |
| Helmut Prassler                                | 1923    | 1987      | Diplomlandwirt und Politiker                                                    |
| Vicco von Bülow alias Loriot                   | 1923    | 2011      | Humorist                                                                        |
| Jörg Schäfer                                   | 1926    | 2021      | Klassischer Archäologe                                                          |
| Hans Lachenmann                                | 1927    | 2016      | Theologe                                                                        |
| Reinhard Häußler                               | 1927    | 2005      | Altphilologe                                                                    |
| Wolf-Dieter Kohler                             | 1928    | 1985      | Kunst- und Glasmaler                                                            |
| Christian Isbert                               | 1929    | 1986      | Lebensberater, Graphologe und Astrologe                                         |
| Friedrich Mildenberger                         | 1929    | 2012      | Theologe und Professor                                                          |
| Herbert Gassert                                | 1929    | 2011      | Industriemanager                                                                |
| Walther Ludwig                                 | 1929    |           | Klassischer und neulateinischer Philologe                                       |
| Hermann Schreiber                              | 1929    | 2020      | Journalist und Buchautor                                                        |
| Theodor Wengler                                | 1933    | 2023      | Jurist                                                                          |
| Rudolf Wolfgang Müller                         | 1934    | 2017      | Politikwissenschaftler                                                          |
| Anton Pfeifer                                  | 1937    |           | Politiker                                                                       |
| Dietmar Schössler                              | 1937    |           | Militärsoziologe                                                                |
| Theodor Ebert                                  | 1937    |           | Politikwissenschaftler                                                          |
| Klaus Schlaich                                 | 1937    | 2005      | Rechtswissenschaftler                                                           |
| Dieter Angst                                   | 1937    |           | Jurist und Ministerialbeamter                                                   |
| Hans Eideneier                                 | 1937    |           | Byzantinist, Neogräzist und literarischer Übersetzer                            |
| Albrecht Schmidt                               | 1938    |           | Jurist und Banker                                                               |
| Burkhart Veigel                                | 1938    |           | Fluchthelfer                                                                    |
| Wulf D. von Lucius                             | 1938    |           | Verleger, Publizist und Bibliophiler                                            |
| Bernhard Krautter                              | 1939    | 2018      | Geistlicher, Domkapitular und Theologe                                          |
| Wolfgang Raible                                | 1939    |           | Sprachwissenschaftler                                                           |
| Berndt Feuerbacher                             | 1940    | 2020      | Physiker                                                                        |
| Hermann L. Gremliza                            | 1940    | 2019      | Journalist und Schriftsteller                                                   |
| Klaus Mahler                                   | 1940    | 2011      | Architekt                                                                       |
| Wolfram Martini                                | 1941    | 2017      | Klassischer Archäologe                                                          |
| Michael Steiner                                | 1943    | 2022      | Physiker                                                                        |
| Bodo Pieroth                                   | 1945    |           | Rechtswissenschaftler                                                           |
| Stefan Gläser                                  | 1946    |           | Jurist und Politiker                                                            |
| Thomas Sattelberger                            | 1949    |           | Manager und Politiker                                                           |
| Michael Weber                                  | 1952    |           | Journalist und Moderator                                                        |
| Frank Otfried July                             | 1954    |           | evangelischer Landesbischof                                                     |
| Rolf Schlierer                                 | 1955    |           | Politiker                                                                       |
| Matthias Luserke-Jaqui                         | 1959    |           | Germanist                                                                       |
| Oliver Günther                                 | 1961    |           | Wirtschaftsinformatiker und Universitätspräsident                               |
| Udo Schöbel                                    | 1961    |           | Musiker und Songwriter                                                          |
| Peter Lohmeyer                                 | 1962    |           | Schauspieler                                                                    |
| Christian Ostertag                             | 1963    |           | Musiker                                                                         |
| Daniel Schäfer                                 | 1964    |           | Medizinhistoriker                                                               |
| Petra Olschowski                               | 1965    |           | Politikerin, Kunsthistorikerin und Journalistin                                 |
| Hans-Martin Rüter                              | 1965    |           | Ingenieur und Unternehmer                                                       |
| Rainer Trost                                   | 1966    |           | Musiker                                                                         |
| Philipp Schmid                                 | 1971    |           | Radiomoderator und Musiker                                                      |
| Augustin Speyer                                | 1974    |           | Sprachwissenschaftler und Germanist                                             |
| Filipp Furche                                  | 1974    |           | theoretischer Chemiker                                                          |
| Johannes Klumpp                                | 1980    |           | Dirigent                                                                        |

## Bekannte Lehrer
Hier eine unvollständige Liste bekannter Lehrer am „Ebelu“. Auch die oben aufgeführten Schulleiter übten oder üben ihren Dienst als Lehrkraft aus.
| Name                                               | geb. | gest. | zusätzliche Tätigkeit                                                         |
| -------------------------------------------------- | ---- | ----- | ----------------------------------------------------------------------------- |
| Simon Studion (Kollaborator)                       | 1543 | 1605  | Humanist und Altertumsforscher                                                |
| Johann Heinrich Schellenbauer (Professor)          | 1643 | 1687  | Theologe                                                                      |
| Ludwig Eberhard Fischer (Professor)                | 1695 | 1773  | Professor der Poesie, Geistlicher, Theologe, Kirchenlieddichter und Politiker |
| Johann Ulrich Erhard (Professor)                   | 1749 | 1718  | Lyriker, Gymnasiallehrer und Geistlicher                                      |
| Christian Eberhard Weißmann (Professor)            | 1677 | 1747  | Theologe und Kirchenhistoriker                                                |
| Johann Jakob Heinrich Nast (Professor)             | 1751 | 1822  | klassischer Philologe und lutherischer Geistlicher                            |
| Gebhard Ulrich Brastberger (Rektor)                | 1754 | 1813  | Philosoph und Pädagoge, Pädagogiarch unter der Staig                          |
| Friedrich Ferdinand Drück (Professor)              | 1754 | 1807  | Philologe                                                                     |
| Christoph Gottfried Bardili (Professor)            | 1761 | 1808  | Philosoph                                                                     |
| Georg Reinbeck (Professor)                         | 1766 | 1849  | Schriftsteller und Germanist                                                  |
| Gottlob Christian Friedrich Fischhaber (Professor) | 1779 | 1829  | Philosoph und Gymnasiallehrer                                                 |
| Christian Nathanael von Osiander (Professor)       | 1781 | 1855  | Theologe                                                                      |
| Georg Friedrich von Jäger (Professor)              | 1785 | 1866  | Arzt und Paläontologe                                                         |
| Karl von Cleß (Professor)                          | 1794 | 1874  | Theologe und Philologe                                                        |
| Ernst Friedrich Kauffmann (Professor)              | 1803 | 1856  | Komponist, Mathematiker                                                       |
| Christian von Dillmann (Hilfslehrer)               | 1829 | 1899  | Pädagoge                                                                      |
| Gottlieb Friedrich von Weitbrecht                  | 1840 | 1911  | Theologe und Generalsuperintendent                                            |
| Gustav Adolf Bilfinger                             | 1840 | 1914  | Historiker, Pädagoge und Chronologe                                           |
| Adolf Friedrich Bonhöffer (Vikar)                  | 1859 | 1919  | Theologe, Philologe und Historiker                                            |
| Paul Sakmann                                       | 1864 | 1936  | Hochschullehrer, Abgeordneter des Württembergischen Landtages                 |
| Hans Haas                                          | 1904 | 2003  | Mykologe                                                                      |
| Hermann Steinthal                                  | 1925 | 2014  | Altphilologe und Fachdidaktiker                                               |
| Siegfried Krauter                                  | 1941 |       | Mathematikdidaktiker und Hochschullehrer                                      |
| Harald Barrios                                     | 1961 |       | Politikwissenschaftler und Hochschullehrer                                    |